# آنتوایلر
آنتوایلر (به آلمانی: Antweiler) یک شهر در آلمان است که در اهرویلر واقع شده‌است. آنتوایلر ۵۷۰ نفر جمعیت دارد.